# Isidorus van Mens
Isidore Van Mens, né le 25 août 1890 à Berlicum et mort le 5 juillet 1985 à Oosterhout dans le Brabant-Septentrional, est un dessinateur, lithographe, graveur et peintre néerlandais.

## Biographie
Né le 25 août 1890 à Berlicum, Isidorus (Is.) Maria Cornelis van Mens est d'abord un artiste autodidacte.
Pendant ses études à Amsterdam, il a souvent visité l'atelier du peintre-illustrateur Henk Meijer (nl), après quoi il a décidé de devenir peintre. Avec lui, il a visité plusieurs Académies Libres à Bruxelles. Il a par ailleurs étudié l'histoire de l'art auprès de Willem Vogelsang (nl).
Il vit et travaille dans plusieurs villes, alternant entre Amsterdam, Utrecht, Zandvoort et Bruxelles jusqu'en 1921.
Mens part ensuite en Tunisie en 1923 avant de s'installer définitivement à Mons la même année.

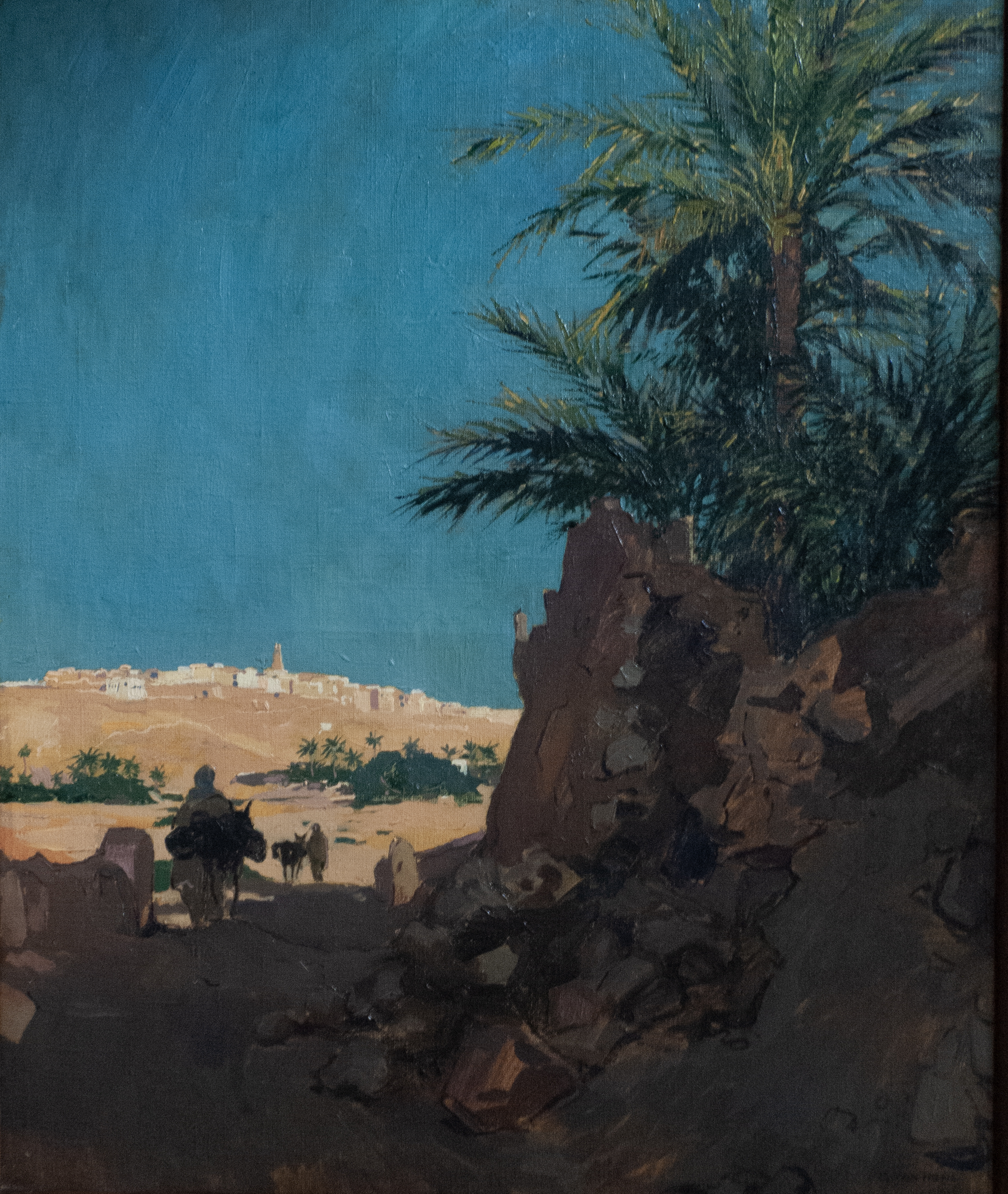
Paysage en Afrique du Nord (1926). Huile sur toile représentant le village de Melika en Algérie, aujourd'hui inscrit au patrimoine mondial de l'UNESCO de la vallée du Mzab.

Il découvre Ghardaïa lors de son cinquième séjour au Maghreb en 1926.
Pour l'éditeur Valkhoff & Co à Amersfoort, il réalise un certain nombre de dessins de reliure, principalement pour des livres pour enfants et des livres de Cissy van Marxveldt (en)[réf. souhaitée].
Après avoir étudié aux Pays-Bas et en Belgique, il voyage en Indonésie en 1929, où il devient membre du Batavian Arts Circle.
Isidorus van Mens effectue des voyages d'études en Afrique du Nord, en France, en Espagne, à Bali et en Chine.
Il s'installe finalement à Oosterhout en 1984, où il meurt un an plus tard, le 7 mai 1985.

## Critique
« C'est un copieux et savoureux régal de couleurs auquel Isidore Van Mens nous convie, régal pour les yeux, régal pour l'esprit, régal à la fois abondant, substantiel et délicat. Ses peintures ont quelque chose d'exact, de rare et de merveilleux qui semblait n'exister que dans les fééries intérieures de l'imagination ou des souvenirs et que Van Mens évoque aux regards en les précisant. »